# Abu Ubayda ibn al-Djarrah
Abû `Ubayda ibn al-Jarrâh de son vrai nom `Âmir ben `Abd Allah (v. 581-639), est un compagnon de Mahomet.
C'est l'un des dix musulmans à qui Mahomet a donné l'assurance qu'ils iraient au paradis. Il a commandé les armées musulmanes pendant la conquête de la Syrie.

## Biographie

### Pendant la vie de Mahomet
Abû `Ubayda est né en 581. Il fait partie d'une famille de marchands du clan des Quraychites à La Mecque. En 611, Mahomet commençait à prêcher l'islam à La Mecque. Il commençait à convertir ses proches. Abû `Ubayda s'est converti sur les conseils de Abû Bakr. Ce qui fait de lui un des premiers convertis. Personne d'autre dans sa famille ne se convertit, ce qui l'a exposé aux vexations de son clan.
Abû `Ubayda a fait partie de la centaine de nouveaux convertis à l'islam contraints à l'exil en Éthiopie (Abyssinie) (615). Les Quraychites opposants à l'islam envoyèrent une ambassade auprès du roi d’Éthiopie pour qu'il expulse les réfugiés. Le Négus refusa d'expulser les réfugiés et repoussa les cadeaux offerts par les Quraychites. Au contraire, Négus invita les musulmans à venir comparer les mérites du christianisme et de l'islam.
Pendant cette période Mahomet, resté à La Mecque, a subi toutes sortes de pressions. Quelques-uns des exilés, dont Abû Ubayda, revinrent alors à La Mecque mais le reste des réfugiés n'a rejoint les musulmans à Médine qu'après la conquête de Khaybar en 629.

#### Bataille de Badr
Son parricide est raconté dans une « biographie » d'Abû `Ubayda ibn al-Jarrâh. Il se serait déroulé pendant la bataille de Badr en 624. Cet épisode n'est cité ni dans Tabari, La Chronique ni dans William Muir un orientaliste, The Life of Muhammad. Cependant, son épisode est cité par Ibn Kathir dans l'explication du verset 23 de la sourate numéro 9 du Coran. 

#### Bataille d'`Uhud
Au cours de la bataille de `Uhud en 625, Mahomet a reçu un coup de sabre et est tombé de cheval et n'a pas pu se relever à cause de ses blessures et du poids de sa cuirasse. Il est même passé pour mort aux yeux de quelques-uns. Le blessé fut mis à l'abri. La nouvelle de sa survie se répandit dans les rangs de l'armée musulmane ravivant l'ardeur des combattants. Une fois mis à l'abri, le premier soin des compagnons de Mahomet fut de lui retirer son casque. Deux de ses anneaux étaient tellement incarnés dans sa joue, qu'Abû `Ubayda al-Jarrâh dut les extraire avec sa bouche et perdit deux dents dans l'opération. Le sang gicla des blessures du prophète, `Alî apporta de l'eau mais Mahomet ne put que se rincer la bouche. Il prit le casque de Kab et rejoignit les combattants.

#### Jusqu'à la prise de La Mecque
En 627, Abû `Ubayda al-Jarrâh a participé à la bataille du fossé.
En 628, il a participé au traité d'Hudaybiya et en a été un des témoins. La même année il a participé à l'expédition de Khaybar.

#### Après la bataille de Mu'ta
La bataille de Mu'ta a eu lieu en septembre 629. Ce fut le premier affrontement entre les armées musulmanes et byzantines . Mahomet était resté à Médine et la bataille fut très difficile pour les musulmans. Au cours de cette bataille, Khâlid ibn al-Walîd, converti à l'islam depuis peu, permit aux musulmans de se replier stratégiquement avec un minimum de pertes. Cela lui a valu le titre de « sabre dégainé de Dieu. »
Des rumeurs s'étaient répandues à propos de la concentration de tribus hostiles. `Amru ben al-`Âs qui n'était encore qu'un nouveau converti se vit confier le commandement de 300 hommes et 30 chevaux pour aller au-devant de ces tribus. Le choix d'`Amru pour cette mission a été dicté par son habileté mais surtout à cause de ses liens avec ces tribus. Après cinq jours de marche `Amru installa son campement près de la source appelée Salasil non loin de la frontière avec la Syrie. Le nombre d'ennemis rassemblés dans les environs lui faisait craindre de n'être qu'un faible objectif pour eux. Mahomet accepta alors d'envoyer 200 hommes supplémentaires sous le commandement d'Abû `Ubayda. Ayant rejoint `Amru, Abû `Ubayda voulut prendre le commandement mais `Amru refusa et Abû `Ubayda s'inclina. Avec cette force nouvelle, `Amru traversa les territoires des tribus adverses recevant au passage leur serment d'allégeance. `Amru put revenir à Médine avec le sentiment du devoir accompli bien qu'il n'eut pas l'occasion de combattre

#### L'expédition «des feuilles» ou «du poisson»
En novembre 629, Mahomet a donné à Abû `Ubayda al-Jarrâh le commandement d'une expédition contre les Banû Juhayn qui vivaient au bord de la mer. Les musulmans se sont perdus et vinrent à manquer de vivres. Au début ils se contentaient de sucer des dattes mais quand elles vinrent à manquer à leur tour ils en furent réduits à secouer les arbres pour en mâcher les feuilles. Dieu vint à leurs secours en faisant s'échouer un poisson si énorme que les musulmans purent s'en nourrir pendant plusieurs jours. Puis ce fut la chair d'un animal nommé `anbar qui a nourri tout le monde pendant quinze jours. Enfin ils se nourrirent des chameaux et rentrèrent à Médine sans avoir combattu.

#### Décès de Mahomet
À la mort du prophète (632) Abû `Ubayda fut brièvement l'un des candidats proposés au titre de calife avec `Omar, `Alî et Abû Bakr qui fut finalement choisi.

### Règne d'Abû Bakr
En 634, Abû `Ubayda s'est dirigé vers la Syrie à la tête d'une armée de renforts faites de volontaires récemment arrivés à Médine. Cette armée d'invasion qui allait bientôt compter 24 000 hommes, était formée de tribus bédouines choisissant leur chef. Elle était formée de quatre corps d'armée. Abu `Ubayda commandait l'un d'eux. L'empereur de Byzance, faute de finances n'avait pas pu verser les subsides habituels aux tribus arabes chargées de protéger ses frontières. L'entrée en Syrie des troupes musulmanes a été facilitée. Les populations syriennes sont restées spectatrices de l'invasion musulmane.
Abû Bakr avait assigné une province à chacun de ses généraux : Abu `Ubayda avait reçu la province d'Homs (Hims). Yazid ben Abî Sufyan reçut Damas. `Amru ben al-`Âs la Palestine (Filistin). La Jordanie (Urdun) revenait à Churahbil ben Hasana. Se voyant devant une armée de 150 à 200 000 hommes les quatre généraux écrivirent à Abû Bakr qui demanda à Khalid ibn al-Walîd de venir à leur aide. Khalid pris la tête des opérations et massa les troupes musulmanes sur les rives de la rivière Yarmuk.

### Règne d'`Omar
Dès sa prise de fonction le Calife `Omar qui avait fait des reproches et s'était opposé à Khâlid ibn al-Walîd pendant le califat d'Abû Bakr, changea de chef des armées, remplaçant le vainqueur de la bataille du Yarmouk, par Abû `Ubayda ben al-Jarrâh qui conserva Khâlid à son côté.

#### Prise de Damas
Les armées byzantines étaient à Damas et à Émèse (Homs) où l'empereur Héraclius se tenait en retrait. Le siège de Damas dura plusieurs mois (deux ou six selon les versions). Des machines de guerre y ont été utilisées pour envoyer des projectiles sur les habitants. Damas finit par se rendre en livrant la moitié de ses richesses aux troupes musulmanes (janvier 635 ou septembre 635). L'empereur byzantin se replia à Antioche (Antakya). En 637 Abû `Ubayda prend Baysan, Tibériade et Fahil. Le sud de la Syrie est ainsi complètement sous le contrôle des musulmans.

#### Conquête des villes de Syrie
Abû `Ubayda reçut l'ordre de s'emparer d'Émèse (Homs). Les Byzantins renforcèrent les fortifications et une armée menée par Héraclius se déplaça d'Antioche (Antakya en Turquie) à Édesse (Urfa en Turquie) pour venir en aide à Émèse si nécessaire. Le siège d'Émèse commença en hiver. C'est un tremblement de terre qui vint en aide aux musulmans en écroulant une partie des fortifications.
Il restait deux villes à prendre : Chalcis (Hâdir Qinnasrîn ou al-`Iss en Syrie) et Césarée (Césarée en Palestine). Chalcis étant la plus proche elle fut conquise en premier (636).

#### Seconde bataille d'Émèse
Pendant toute la 17e année de l'hégire (638), il n'y eut pas de campagne de conquêtes car les musulmans étaient occupés à la construction de Koufa. Une partie des chrétiens habitants de l'Irak s'étaient dirigés vers Émèse pour y rejoindre les Byzantins. Il y eut une armée de plus de 100 000 hommes sous les murs d'Émèse. Aussitôt Abû `Ubayda appela des renforts. Yazîd ibn Abî Sufyân vint de Damas Mu`âwîya ibn Abî Sufyân vint de Césarée et Khalid ibn al-Walid resta à Chalcis à réunir une armée en attendant les renforts venant d'Irak. Khâlid ben Walîd arriva enfin et il conseilla à Abû `Ubayda de tenter une sortie. Une bataille de quatre jours s'engagea. 3 000 byzantins furent faits prisonniers. Trois jours après cette bataille l'armée d'Irak arriva enfin.

### Mort d'Abû `Ubayda
Une épidémie de peste ravagea la Syrie et en particulier le bourg d'Emmaüs.
`Omar qui se dirigeait vers cette région de Syrie, fut informé de cette épidémie. Après avoir consulté différents compagnons, il décida de rebrousser chemin vers Médine. Abû Ubayda lui dit alors : « Fuis-tu le destin écrit par Dieu ? » `Omar répondit : « Oui, nous fuyons le destin écrit par Dieu pour partir vers le destin écrit par Dieu. Regarde : si tes chameaux se rendaient dans une vallée qui a deux collines et que tu les menais paître dans la colline fertile, tu le ferais par le destin écrit par Dieu. Et si tu les menais paître dans la colline sèche, tu le ferais aussi par le destin écrit par Dieu »
Cette épidémie fit cependant deux victimes importantes : Abû `Ubayda et Yazîd ben Abî Sufyân (639).